# 三五公司南隆農場
三五公司南隆農場（さんごこうしなんりゅうのうじょう）とは、明治末期、日本領の台湾において、日本人小作移民を招来して小作制経営を行うことを目的として、愛久澤直哉（あくざわなおや）により設立された農場である。 

## 前史
日本による台湾の領有以降、日本人移民による農地開拓は困難を極めた。台湾の土地は熱帯地に強く勤勉な台湾人農民によって既に耕されていた。未耕地は多くの場合僻地や天災常襲地であった。開拓には、先住民族による襲撃やマラリアなどの風土病のリスクが高かった。のちに南隆農場が開設されることになる高雄州旗山において、1895年（明治28年）津田静一という日本人が50名余りの荘丁を内地から引率して屯田兵式に開拓をしたが、失敗した。

## 南隆農場開設まで
愛久澤直哉は、帝国大学卒業後、しばらくして台湾に渡り、当時の児玉・後藤政治下の台湾総督府にて、総督府の計画する事業に協力した人物である。愛久澤は、総督府の事業の一環として、まず1909年（明治42年）、台中州北斗郡二林庄（現在の彰化県二林鎮）にて、日本人小作移民を収容し小作制大農場を経営するために、三五公司源成農場を開設した。しかし、離農者が多く、日本人小作人を収容する試みは失敗に終わった。その際、日本人移民の移民整理をした。この移民整理の際に生じた日本人小作人のうち34戸（157人）を収容するため、改めて別の土地に日本人小作人による小作制大農場を展開しようとした。日本人小作人を招来しようとする理由は、官有未墾地を民間に払い下げるにあたり、「日本人移民を招致すべし」との厳重な要件が付されていたからであった。そこで愛久澤は同じ年の1909年（明治42年）、高雄州旗山郡吉祥庄、竜肚庄、中壇庄、金爪庄等に1500甲の官有予約開墾許可地及び手巾藔庄の民有地930甲を買収し、南隆農場を開設した。

## その後の発展
しかし、この南隆農場における日本人移民による農場経営の試みもまた成功しなかった。南隆農場は、台湾人小作人を招来して小作制大農場を展開していくことになる。この結果、1921年（大正10年）末の時点では、日本人移民は3戸（13人）まで減少し、台湾人が252戸（1319人）となったとの記録が残る。
台湾人小作人を招来した南隆農場は、その後順調に発展し、1925年（大正14年）における農場所有面積は、田が1188甲、畑が437甲、山林その他1457甲であり、計3082甲であった。この農場面積のうち田畑は全部小作経営であった。1000甲を超える水田は、当時の旗山郡において屈指の米作地帯となった。
その後も1940年（昭和15年）にかけて農場所有面積は一貫して増大し、同年の農場所有面積は2500甲となった。
このように南隆農場は、農場創設以来一貫して稲作中心の小作制大農場を展開した。この点、同じ愛久澤直哉設立・経営による源成農場が、蔗作を行い、付属の製糖工場まで経営したのとは対照的である。

## 主事
南隆農場には主事が置かれ、1920年ごろの主事は、白石喜代治という者であった。
1920年10月に州制、市制、街庄制の施行に伴い、各州市街庄で協議会員（任期2年）が任命され、高雄州でも第一回目の高雄州協議会員に日本人18名が選ばれた。白石はこの18人のうちの一人であった